# Madeline Hurlock
Madeline Hurlock née le 12 décembre 1899 à Federalsburg (Maryland) et morte le 4 avril 1989 à New York, est une actrice américaine du cinéma muet.

## Carrière
Madeline Hurlock était danseuse à New York, puis, à partir de 1923, elle apparut dans de nombreuses comédies de Mack Sennett et fut une des WAMPAS Baby Stars de 1925. C'était une talentueuse comédienne dotée d'une remarquable beauté. Elle participa à une cinquantaine de courts métrages, dont un des premiers Laurel et Hardy, Duck Soup.

## Vie personnelle
Madeline Hurlock eut trois époux:
- John S. McGovern dont elle divorça en 1924.
- Marc Connelly, de 1930 à 1935. Il remporta le Prix Pulitzer en 1930 avec sa pièce Les Verts Pâturages (The Green Pastures).
- Robert E. Sherwood, de 1935 à 1955, où il mourut. Il remporta quatre fois le Prix Pulitzer.

## Filmographie sélective
- 1923 : Where's My Wandering Boy This Evening?
- 1926 : A Sea Dog's Tale
- 1927 : Maison à louer (Duck Soup)